# 大托洛尼湖
58°40′50″N 29°51′31″E / 58.68056°N 29.85861°E
大托洛尼湖（俄语：Большое Толони），是俄羅斯的湖泊，位於該國西北部，由列寧格勒州負責管轄，長3公里、寬0.32公里，面積0.57平方公里，海拔高度36.8米，集水區面積530平方公里，最大水深12.5米。